# Victoria Elise
Victoria Elise es una modelo estadounidense nacida en Wurzburgo, Alemania. Durante su carrera ha aparecido en las páginas y portadas de revistas como Maxim, Sports Illustrated, Ask Men, Esquire y Playboy, entre otras, y ha participado en campañas publicitarias para varias marcas.

## Biografía

### Primeros años e inicios
Elise nació en Wurzburgo, Alemania, en una base del ejército estadounidense. Tiempo después se estableció con su familia en El Paso, Texas, ciudad donde pasó gran parte de su infancia y adolescencia y donde inició su carrera en el mundo del modelaje, apareciendo como ring girl en eventos de Corona Boxing y de MMA.

### Carrera
A comienzos de la década de 2010 se trasladó a Las Vegas, y desde entonces ha aparecido en las páginas de revistas como Sports Illustrated, Ask Men, Esquire, Maxim, FHM y Playboy. En 2011 fue semifinalista del concurso Maxim Hometown Hotties organizado por la revista Maxim, y dos años después apareció en un episodio del seriado Bar Rescue y en el videoclip de la canción «Playin» de YG, Wiz Khalifa y Young Jeezy. En 2014 protagonizó el video de la canción «Ballin» de Rick Ross y Yowda.
En 2017 compitió en el concurso Maxim's Finest, logrando avanzar de nuevo a instancias semifinales en el grupo general y terminando en la primera posición del Top 10 del grupo oeste. Durante su carrera ha participado en campañas publicitarias de marcas como Monster, Miller Lite, Fashion Nova, Blue Moon y Honey Bum. Paralelo a su labor como modelo, Elise se dedica al trading.